# Heinrich Nusch
Heinrich Nusch (* 9. Juli 1855 in Greiz; † 19. Juli 1934 in Mohlsdorf) war ein deutscher Kaufmann und Politiker (DDP).

## Leben
Heinrich Nusch war der Sohn des Kauf- und Handelsherren Heinrich Louis Nusch aus Greiz und dessen Ehefrau Louise Wilhelmine geborene Arnold aus Greiz. Der Abgeordnete Emil Nusch ist sein Bruder. Er war evangelisch-lutherisch und mit Hildegard Clara Hartung verheiratet. Er lebte als Kaufmann in Greiz. Am 1. April 1908 verzog er nach Reudnitz.
Nusch vertrat linksliberale Positionen und war vom 1. Januar 1901 bis zum 1. April 1908 Mitglied im Gemeinderat von Greiz. Nach der Novemberrevolution schloss er sich der DDP an und wurde am 2. Februar 1919 für diese Partei in den letzten Greizer Landtag gewählt. Als Abgeordneter wurde er Mitglied des vereinigten Landtages des Volksstaates Reuß. Am 1. Mai 1920 schlossen sich der Volksstaat Reuß und sechs weitere thüringische Kleinstaaten zum Land Thüringen zusammen. Damit wandelte sich der Reußische Landtag in eine Gebietsvertretung. Auch nach der Verkleinerung dieser Gebietsvertretung war er weiterhin bis zur Auflösung am 31. März 1923 als Abgeordneter tätig. Im Einzellandtag war er Alterspräsident.